# Kohómérnök

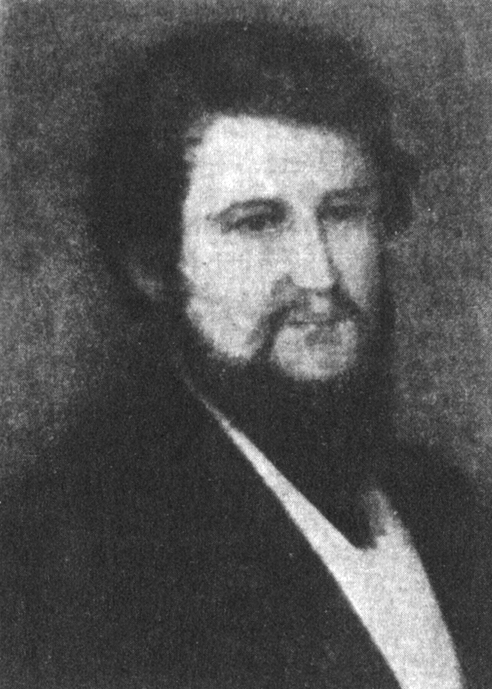
Rombauer Tivadar kohómérnök

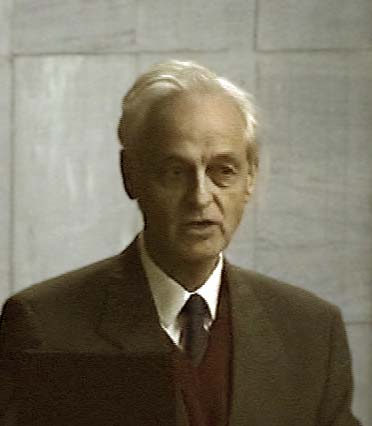
Voith Márton kohómérnök

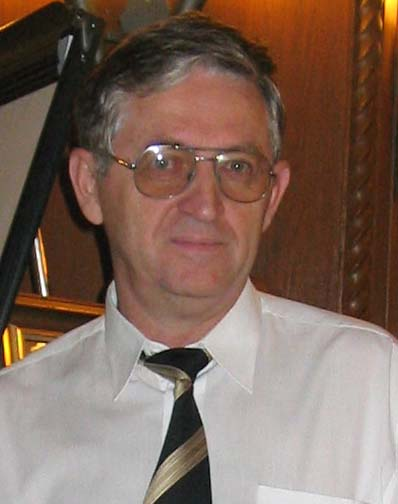
Roósz András kohómérnök

A kohómérnök (a FEOR-ban Kohó- és anyagmérnök, száma 2112) egyetemi végzettséget feltételező foglalkozás. Ércekből vas és egyéb fémek előállításával, dúsításával, finomításával, fizikai és kémiai jellemzőik kialakításával és különböző termékekké alakításával foglalkozik, kutatásokat folytat, gépeket tervez, eljárásokat dolgoz ki, szervezi és összehangolja a technológiai folyamatokban résztvevők tevékenységét, biztosítja a gazdaságos gyártás és üzemeltetés feltételeit, vizsgálja az anyagok szerkezetét, tulajdonságait, szervezi és irányítja az anyag előállításának, feldolgozásának technológiai folyamatait. Kohómérnök képzéssel Magyarországon a Miskolci Egyetem Anyag- és Vegyészmérnöki Kara foglalkozik.

## Feladatai
- a nyersvas és az acél előállításakor a technológia megtervezése;
- a nedves és a tűzi metallurgiai eljárások tanulmányozása, a leggazdaságosabb fémelőállítási módszer kiválasztása;
- az ötvözés, az utókezelés és a hőkezelés módjának előírása;
- az öntési technológia meghatározása, megtervezése;
- a technológiai folyamatok különböző fázisaiból származó minták laboratóriumi vizsgálata alapján a folyamatok módosítása;
- selejtanalízis alapján intézkedési terv kidolgozása a technológia módosítására, megváltoztatására;
- speciális acélfajták kifejlesztése és iparszerű gyártásuk feltételeinek vizsgálata;
- a fémek képlékeny alakítási módszerének (kovácsolás, hengerlés, húzás, kisajtolás stb.) megválasztása, a technológia kidolgozása, megfelelő gépi berendezések tervezése;
- új, korszerű szerkezeti anyagok, kerámiák, üvegek, kötőanyagok, szerves és szervetlen kompozit anyagrendszerek fejlesztése, tervezése, gyártása és felhasználási lehetőségeinek kutatása;
- anyaggyártással kapcsolatos környezeti terhelés felmérése és annak csökkentése;
- az anyaggyártással kapcsolatos energiafelhasználás felmérése és annak racionalizálása;
- ipari létesítmények tervezése, új gépek és módszerek alkalmazhatóságának vizsgálata;
- együttműködés más szakterületeken dolgozó mérnökökkel stb.

## Jellemző munkakörök
- Anyagmérnök, kohászat
- Ércpróbavegyész-mérnök
- Fémkitermelő kohómérnök
- Folyamatmérnök, kohászat
- Hatékonyságfejlesztési mérnök, kohászat
- Kohászati technológiai mérnök
- Kutatómérnök, kohászat
- Metallurgiai szakmérnök
- Öntödei kohómérnök
- Radioaktívanyag kohómérnök
- Termelési mérnök, kohászat